# Калюжна Марія Василівна
Марія Калюжна (1864, Лебедин Харківська губернія, Російська імперія — 7 листопада 1889, Карійська каторга, нині — Забайкальський край, Російська Федерація) — українська революціонерка в Російській імперії, політична терористка. Член партії «Народна воля». Сестра революціонера Івана Калюжного, зовиця революціонерки Надії Смирницької.

## Життєпис
Народилася в сім'ї купця 2-ї гільдії. Навчалася в 1-й харківській жіночій гімназії, з 1880 в гімназії повітового міста Ромни (Полтавська губернія).
За неуспішність виключена з VI класу, так і не закінчивши гімназію.
Потрапила під вплив оточення брата Івана і зблизилася з народовольцями.
У грудні 1882 переїхала з Охтирки, де жила з матір'ю, в Одесу. Жила на квартирі родини Дегаєвих, в якій знаходилася друкарня «Народної Волі».
18 грудня 1882 під час обшуку на квартирі, де розміщувалася друкарня, була заарештована.
Вислана до матері в Охтирку (Харківська губернія), проте незабаром зникла. Проживала в Санкт-Петербурзі і Харкові на нелегальному становищі.
У лютому 1884 прибула до Одеси і влаштувалася у приватну школу Лесевицького як учениця, де намагалася організувати гурток серед вихованок школи. Після викриття Дегаєва, який був для неї авторитетним членом Виконавчого комітету «Народної волі», і появи публікацій про зраду в революційних виданнях, впала у відчай. В результаті душевного надлому прийняла одноосібне рішення вчинити замах на начальника Одеського губернського жандармського управління полковника А. М. Катанського.
8 серпня 1884 на прийомі в жандармському управлінні стріляла в Катанського з револьвера. Катанський залишився живий і продовжив свою діяльність.
Була негайно заарештована.
29 серпня 1884 Одеським військово-окружним судом визнана винною і засуджена до 20 років каторжних робіт на заводах. Намагалася накласти на себе руки в тюремній камері через кілька днів після оголошення вироку.
Заслання відбувала на Карійській каторзі, де була однією з непримиренних політичних каторжанок. Після тілесного покарання одної із засуджених Надії Сигиди, в знак протесту вжила смертельну дозу морфію 6 листопада 1889 разом з Марією Ковалевською і Надією Смирницькою.
Померла 7 листопада 1889.
Дізнавшись про цю подію, 16 в'язнів чоловічої політичної в'язниці теж отруїлися. При цьому Іван Калюжний (брат Марії Калюжної) і Сергій Бобохов померли.

## Звинувачення у зраді
Щоб дезорієнтувати революційне підпілля, царська влада намагалася посіяти в ньому підозри проти непримиренних і фанатичних революціонерів, маскуючи тим самим зрадників. Жертвою такої ж провокації стала і Калюжна.
Посилаючись на «деякі дані» (явно пущені в хід царською владою), народовольці в № 11-12 свого органу газети «Народна воля» надрукували, що Калюжна, «ймовірно, купила свободу ціною зради, як і Дегаєв», а після звільнення «діяла в ролі агента-підбурювача», влаштовуючи гуртки жіночої молоді, і тільки після оголошення в революційних виданнях дегаєвщини «в ній заговорила совість, і вона зважилася спокутувати свою ганебну поведінку, пожертвувавши своїм життям».
Однак через три роки Володимир Бурцев помістив у друкованих виданнях оголошення про те, що «деякі з видавців номера» просили його «спростувати цю замітку, яка з'явилася внаслідок незнання ними подробиць справи. Калюжна в зраді Дегаєва не брала участі…».
Дійсно, документи, що збереглися в архівах, свідчать, що на слідстві і в суді, а потім на каторзі Калюжна поводилася за мірками революціонерів, гідно.